# Syritta stuckenbergi
Syritta stuckenbergi är en tvåvingeart som beskrevs av Lyneborg och Barkemeyer 2005. Syritta stuckenbergi ingår i släktet kompostblomflugor, och familjen blomflugor. Inga underarter finns listade i Catalogue of Life.